# الخندقة (وشقة)
الخَندِقة هي بلدية تقع في مقاطعة وشقة ، أرَغون في إسبانيا. وفقًا لتعداد عام 2004 يبلغ عدد سكان البلدية 113 نسمة.